# Euodynerus caspicus
Euodynerus caspicus är en stekelart som först beskrevs av Moravitz 1873.  Euodynerus caspicus ingår i släktet kamgetingar, och familjen Eumenidae. Utöver nominatformen finns också underarten E. c. astrachanensis.